# Attignat

Attignat este o comună în departamentul Ain din estul Franței.